# Бојан Ђерић
Бојан Ђерић (Београд, 2. фебруар 1982) српски је професионални кошаркашки тренер.

## Каријера
Године 2006. Ђерић је тренерску каријеру започео у омладинском тиму ФМП-а из Железника. Освојио је два турнира Евролиге са младом генерацијом до 18. године. Године 2011. Ђерић је постао средњошколски тренер Прве спортске комшаркке гимназије - Високе школе Београд.
Са екипом Црвене звезде до 19. година Ђерић је изгубио два финала Јуниорске АБА лиге, 2018. и 2019. године. У финалу 2019. године његов тим изгубио је резултатом 73 : 63 од Цибоне.
Дана 13. децембра 2020. године ФМП је ангажовао Герића као привременог тренера. На свом дебију његов тим доживео је пораз од Задра резултатом 99 : 89. Завршио је свој боравак на позицији привременог тренера са 3 победе и 5 пораза, 13. фебруара 2021. године.